# Ridley Park
Ridley Park es un borough ubicado en el condado de Delaware en el estado estadounidense de Pensilvania. En el año 2000 tenía una población de 7,196 habitantes y una densidad poblacional de 2,606 personas por km².

## Geografía
Ridley Park se encuentra ubicado en las coordenadas 39°52′47″N 75°19′32″O / 39.87972, -75.32556

## Demografía
Según la Oficina del Censo en 2000 los ingresos medios por hogar en la localidad eran de $50,065 y los ingresos medios por familia eran $62,378. Los hombres tenían unos ingresos medios de $43,201 frente a los $31,824 para las mujeres. La renta per cápita para la localidad era de $23,806. Alrededor del 4.2% de la población estaba por debajo del umbral de pobreza.